# Équation diophantienne

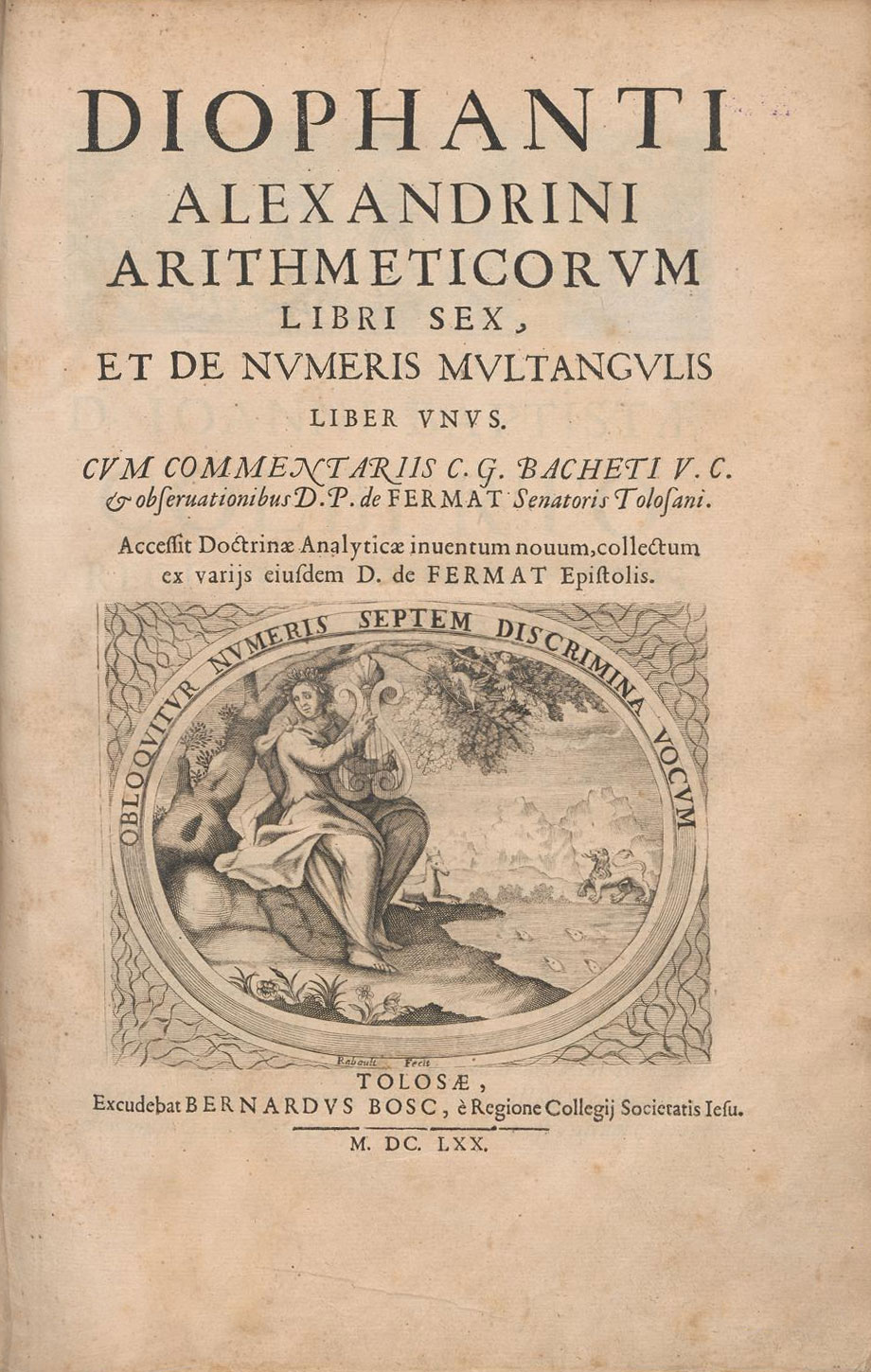
Édition de 1670 des Arithmétiques de Diophante.

Une équation diophantienne, en mathématiques, est une équation polynomiale à une ou plusieurs inconnues dont les solutions sont cherchées parmi les nombres entiers, éventuellement rationnels, les coefficients étant eux-mêmes également entiers. La branche des mathématiques qui s'intéresse à la résolution de telles équations s'est appelée longtemps l'analyse indéterminée avant de se fondre dans l'arithmétique ou la théorie des nombres.
Si l'expression du problème posé est parfois simple, les méthodes de résolution peuvent devenir complexes. Carl Friedrich Gauss, au XIXe siècle, écrivait de la théorie des nombres que « son charme particulier vient de la simplicité des énoncés jointe à la difficulté des preuves. »
Certaines équations diophantiennes ont demandé pour leur résolution les efforts conjugués de nombreux mathématiciens sur plusieurs siècles. Gauss se plaignait « des efforts démesurés que lui a coûté la détermination d'un signe d'un radical dans la théorie des nombres ; bien d'autres choses ne l'ont pas retenu autant de jours que cette question l'a retenu d'années. » Le dernier théorème de Fermat est un exemple archétypal ; il est conjecturé par Pierre de Fermat et démontré en 1994 par Andrew Wiles, après 357 ans d'efforts de la part de nombreux mathématiciens.
L'intérêt de la résolution de questions de cette nature réside rarement dans l'établissement d'un théorème clé pour les mathématiques, la physique ou les applications industrielles, même s'il existe des contre exemples comme la cryptologie, qui fait grand usage du petit théorème de Fermat. Leur analyse amène le développement d'outils mathématiques puissants dont l'usage dépasse le cadre de l'arithmétique. Les formes quadratiques sont à cet égard exemplaires. La richesse et la beauté formelle des techniques issues de la résolution d’équations diophantiennes fait de l'arithmétique la branche « reine des mathématiques » pour David Hilbert.
Ce type d'équation doit son nom à Diophante d'Alexandrie, mathématicien grec du IIIe siècle, auteur des Arithmétiques, traitant de questions de cette nature.

## Arithmétique élémentaire
Si les questions diophantiennes deviennent rapidement difficiles, il existe certaines exceptions résolubles avec un minimum d'outils théoriques et une démonstration courte et simple.

### Identité de Bézout

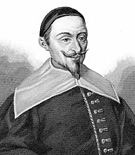
Claude-Gaspard Bachet de Méziriac propose une méthode de résolution de l'identité de Bézout.

Quelques techniques élémentaires permettent de résoudre une première famille d'équations diophantiennes. Un exemple est donné par l'équation linéaire du premier degré à deux indéterminées x, y et trois paramètres entiers a, b, c :
Cette équation porte le nom d'identité de Bézout, du nom du mathématicien qui a généralisé ce résultat aux polynômes. Sa résolution n'utilise que la division euclidienne et l'algorithme d'Euclide. Cette identité possède un double statut. Elle correspond à une équation diophantienne et représente un des piliers soutenant l'édifice de l'arithmétique élémentaire. Le lemme d'Euclide se démontre à l'aide de cette identité et le théorème fondamental de l'arithmétique à l'aide du lemme d'Euclide. Le théorème fondamental permet de déterminer les propriétés des opérateurs plus grand commun diviseur et plus petit commun multiple ainsi que celles des nombres premiers entre eux.

### Théorème de Wilson
Un exemple d'équation diophantienne utilisant ces outils pour sa résolution est le théorème de Wilson. Il correspond à la résolution de l'équation suivante, le signe ! désignant la fonction factorielle :
Les seuls entiers x > 1 qui satisfont cette équation sont les nombres premiers.

### Triplet pythagoricien
Le lemme d'Euclide permet de venir à bout de la recherche des triplets pythagoriciens, c'est-à-dire des triplets (x, y, z) de nombres entiers vérifiant l'équation :
Ces mêmes techniques permettent de montrer que l'équation suivante, correspondant au dernier théorème de Fermat pour n = 4, n'a pas de solutions autres que celles qui vérifient xyz = 0. Cette équation diophantienne correspond à :

### Petit théorème de Fermat

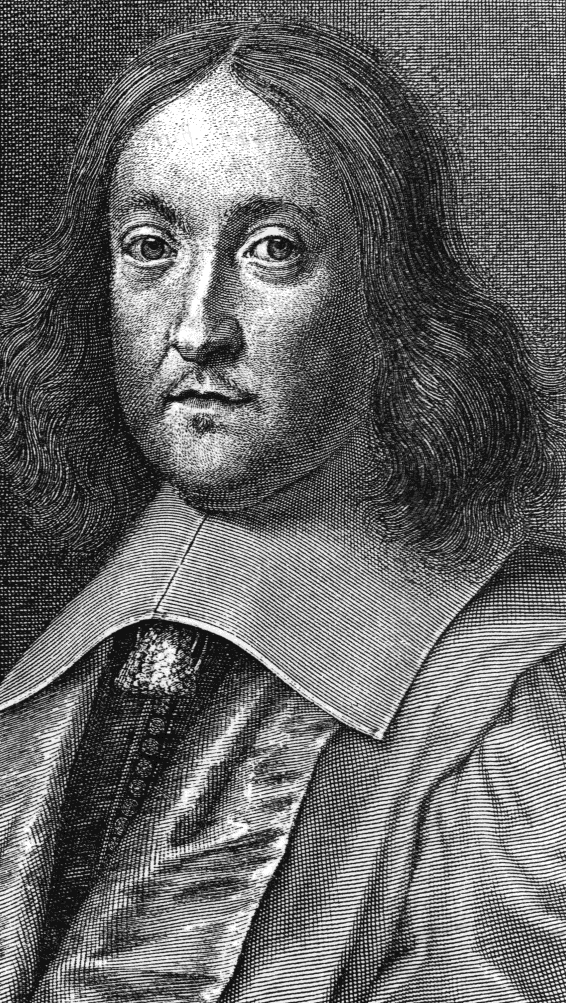
Pierre de Fermat (1601-1665) est l'auteur de nombreuses découvertes sur les équations diophantiennes.

Pierre de Fermat consacre une large part de ses recherches mathématiques à la résolution de questions diophantiennes. Il découvre le petit théorème de Fermat qu'il exprime de la manière suivante : « Tout nombre premier mesure infailliblement une des puissances –1 de quelque progression que ce soit, et l'exposant de la dite puissance est sous-multiple du nombre premier donné – 1 ». En terme diophantien, il offre une réponse partielle à l'équation suivante, où a désigne un entier et p un nombre premier :
Le petit théorème de Fermat indique que p – 1 est une valeur possible pour x. Ce résultat possède de nombreuses applications. Il permet de construire des grands nombres premiers, comme ceux de Mersenne, correspondant à l'équation suivante où y est recherché parmi les nombres premiers :
On peut montrer que x est alors aussi un nombre premier. Cette question diophantienne permet de trouver les plus grands nombres premiers connus en 2013. Fermat s'intéresse à une équation analogue, permettant de construire d'autres nombres premiers portant maintenant son nom. Ici y est encore recherché dans les nombres premiers :
À cette occasion, Fermat commet la seule conjecture fausse qu'on lui connaisse. Il imagine que tout nombre de Fermat est premier : « Si je puis une fois tenir la raison fondamentale que 3, 5, 17, etc. sont nombres premiers, il me semble que je trouverai de très belles choses en cette matière, car j'ai déjà trouvé des choses merveilleuses dont je vous ferai part ». Presque un siècle s'écoule avant que Leonhard Euler (1707-1783) présente un diviseur du cinquième nombre de Fermat. Il ne dévoile la construction de sa preuve que quinze ans plus tard. Elle correspond exactement aux travaux de Fermat, ayant permis de démontrer en 1640 la non-primalité de deux nombres de Mersenne.
L'intérêt du petit théorème de Fermat ne se limite pas à l'étude de la primalité de nombres entiers. Il permet aussi de résoudre certaines équations, la suivante est un exemple où p désigne un nombre premier :
Elle correspond à une étape de la résolution de l'équation suivante :
Si cette équation est résolue pour p premier, il devient relativement aisé de la résoudre pour p un entier positif quelconque. La résolution de cette équation se fonde sur un résultat nommé théorème des deux carrés de Fermat et dont la première preuve connue est l'œuvre d'Euler. Ce mathématicien généralise le petit théorème en apportant une réponse de même nature que celle de Fermat à l'équation suivante, ici a et b désignant deux entiers premiers entre eux :
Ce résultat est connu sous le nom de théorème d'Euler.

### Autres techniques

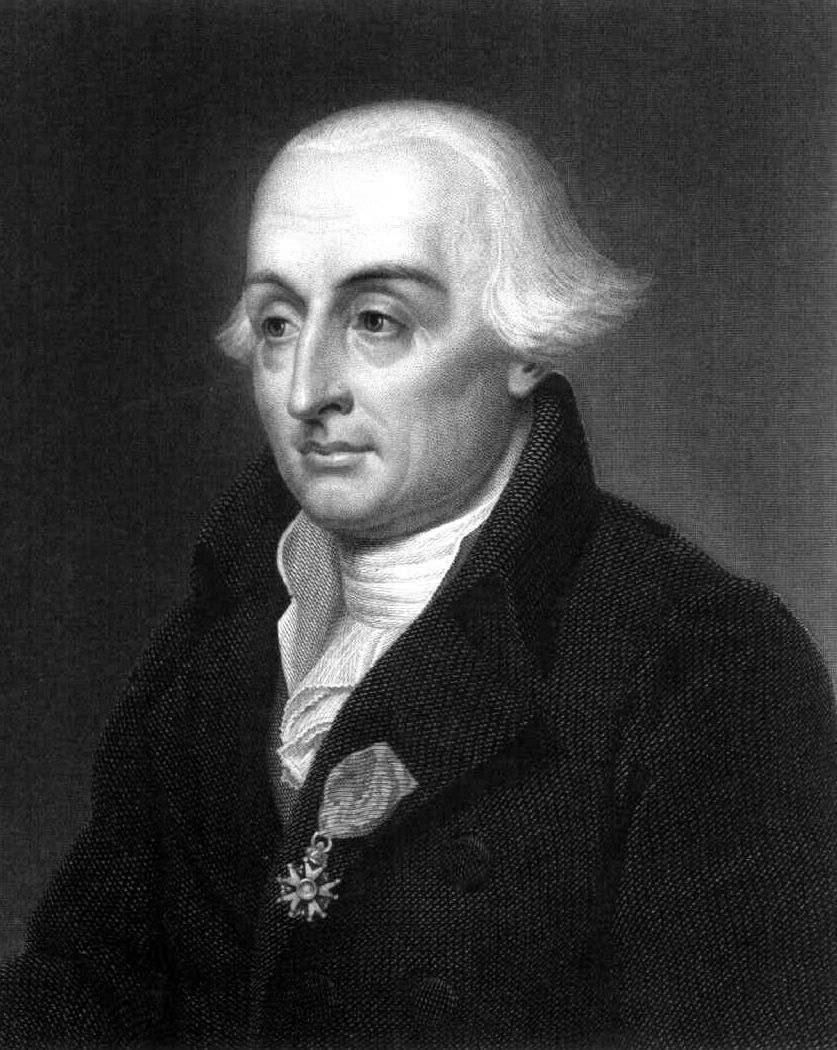
Joseph-Louis Lagrange (1736-1813) introduit les formes quadratiques pour étudier des équations diophantiennes comme les généralisations du théorème des deux carrés de Fermat.

Joseph-Louis Lagrange cherche à généraliser des équations diophantiennes déjà traitées dans des cas particuliers. L'équation du théorème des deux carrés devient, si n désigne un entier sans facteur carré et p un nombre premier :
Pour cela, il étudie les formes quadratiques à deux variables, c'est-à-dire les fonctions φ, dépendant de trois paramètres entiers a, b, c, qui à un couple (x, y) associent :
Il cherche à savoir quelle forme quadratique est « équivalente » à quelle autre. « Équivalente » signifie, en termes modernes, qu'un changement de base dans ℤ2 (ℤ désigne l'ensemble des nombres entiers) permet de passer d'une forme à une autre. Cette démarche lui permet de résoudre l'équation (1) dans le cas où n est égal à 1, 2, 3 ou 5. Le cas général reste hors de portée.
Une autre généralisation de cette équation est résolue à l'aide de cette méthode, elle consiste à trouver le plus petit nombre de carrés nécessaire pour trouver au moins une solution pour tout entier positif. La réponse est 4, elle correspond à l'équation suivante :
Le théorème des quatre carrés de Lagrange affirme que pour toute valeur de n, cette équation admet une solution. Edward Waring (1736-1798) généralise la question sous le nom de problème de Waring qui s'exprime de la manière suivante. Combien faut-il de termes dans une somme de puissances k-ièmes pour obtenir tous les entiers positifs ?
L'équation (1), pour une valeur donnée de n, impose de résoudre pour la même valeur du paramètre n et pour p un nombre premier quelconque, l'équation :
Pour chaque valeur de n, il est souvent relativement simple de trouver la liste des nombres premiers admettant une solution pour l'équation (2). L'expression de la solution générale est conjecturée par Euler, mais sa démonstration échappe aux arithméticiens du XVIIIe siècle.
Lagrange s'intéresse à une autre question, déjà soulevée par Fermat 150 ans plus tôt et par Diophante dans l'Antiquité. Elle correspond à l'équation de Pell-Fermat. Si n est un entier sans facteur carré, elle s'écrit :
Cette question est objet d'étude par les mathématiciens indiens si m est égal à 1. La méthode chakravala permet de trouver les solutions avec une grande efficacité. Bhāskara II (1114-1185) l'utilise pour n égal à 61 et trouve la solution x = 1 766 319 049 et y = 226 153 980. Fermat redécouvre cette méthode et la démontre selon les critères de rigueur de l'époque. Lagrange trouve une autre méthode, fondée sur les fractions continues. Elle permet aussi de trouver une infinité de solutions pour toutes valeurs de n ; le fait que toutes les solutions sont bien atteintes pour m = ±1 est enfin démontré ; le cas général reste néanmoins hors de portée.

## Arithmétique modulaire

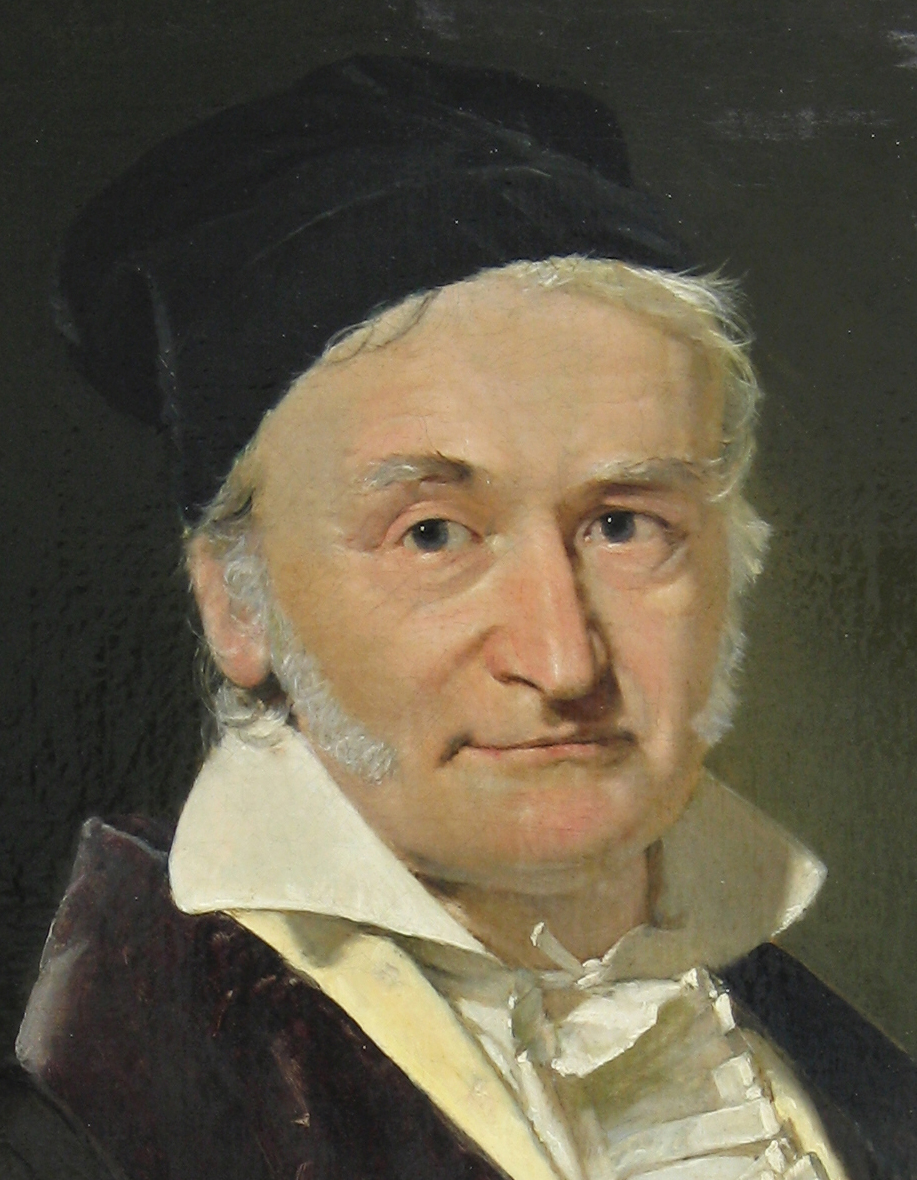
Carl Friedrich Gauss (1777 - 1855) est à l'origine d'une approche structurelle d'étude d'équations diophantiennes. Ces méthodes portent maintenant le nom d'arithmétique modulaire.

Si quelques cas particuliers se traitent avec les méthodes élémentaires, en revanche les solutions générales restent inabordables. Aucun des trois cas d'équations diophantiennes quadratiques à deux indéterminées, n'est traité dans le cas général. Ils correspondent soit à une ellipse avec l'équation (1) du paragraphe précédent, soit à une parabole avec l'équation (2), soit à une hyperbole avec l'équation (3). Les méthodes de l'arithmétique élémentaire ne sont pas assez puissantes.
En 1801, Gauss propose l'usage d'une nouvelle approche maintenant appelée arithmétique modulaire. Elle consiste, en termes modernes, à user d'une démarche structurelle. Des ensembles sont munis d'opérations, une addition et parfois une multiplication. Les structures, c'est-à-dire l'ensemble et ses opérations sont étudiées dans un cadre général, permettant d'obtenir des théorèmes au vaste champ d'application. Cette démarche permet de simplifier les résolutions d'équations diophantiennes déjà connues, de résoudre des cas particuliers nouveaux et même d'établir des solutions générales, par exemple pour l'équation (2).

### Groupe abélien fini

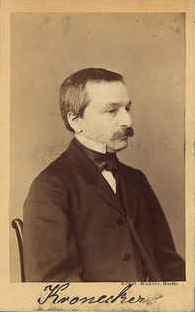
Leopold Kronecker établit le théorème décrivant la structure d'un groupe abélien fini.

Il est possible de considérer le quotient de l'anneau ℤ par nℤ ; l'élément générique de cette structure est la classe de tous les entiers ayant même reste par la division euclidienne par n. Les éléments de cette structure s'additionnent et se multiplient. L'étude du quotient apporte une formulation plus simple de certaines équations diophantiennes. Le petit théorème de Fermat s'écrit, si p est un nombre premier et a un entier non nul :
Si n est un nombre premier, alors l'ensemble des éléments non nuls forment un groupe abélien non seulement fini, mais aussi cyclique. L'égalité précédente devient une conséquence directe du théorème de Lagrange sur les groupes. Si n n'est pas premier, l'ensemble (ℤ/nℤ)* des éléments inversibles de ℤ/nℤ forme encore un groupe abélien fini, offrant ainsi une démonstration simple de la généralisation d'Euler du petit théorème de Fermat. La structure générale d'un groupe abélien fini, élucidée par le théorème de Kronecker, n'est démontrée que bien plus tard, en 1870. Ce formalisme simplifie aussi la démonstration du théorème de Wilson.
La résolution de l'équation (2) revient au problème suivant, au signe près :
Cette équation admet une solution non nulle si et seulement si n est élément du sous-groupe des carrés de (ℤ/pℤ)*. L'étude des morphismes de ce groupe dans celui des racines de l'unité des nombres complexes permet à Gauss de résoudre l'équation (2) dans toute sa généralité. Ce résultat est connu sous le nom de loi de réciprocité quadratique. C'est la première famille d'équations quadratiques entièrement résolue, elle correspond au cas parabolique.

### Anneau euclidien
Une autre structure, permettant de résoudre des équations diophantiennes, est au cœur de l'arithmétique modulaire : celle d'anneau euclidien. Un anneau est un ensemble munis d'une addition et d'une multiplication compatibles entre elles. Parfois, il est possible de définir une division euclidienne. Un tel anneau dispose de tous les théorèmes de l'arithmétique élémentaire : l'identité de Bézout, le lemme d'Euclide et le théorème fondamental de l'arithmétique s'appliquent encore.
Gauss étudie l'ensemble des nombres de la forme a + ib où a et b désignent deux nombres entiers et i l'une des deux racines carrées complexes de –1. L'ensemble forme un anneau euclidien dont les éléments portent le nom d'entier de Gauss. Travailler sur cet anneau simplifie la résolution de certaines équations diophantiennes comme celle des deux carrés. Il existe d'autres anneaux euclidiens de cette nature. Gotthold Eisenstein étudie ceux de la forme a + jb où a et b désignent encore deux nombres entiers et j la racine cubique de l'unité dont la composante imaginaire est strictement positive. Un tel nombre est appelé entier d'Eisenstein. Cet anneau est le cadre d'une résolution de l'équation (1) pour n égal à trois.
Il permet aussi de résoudre le dernier théorème de Fermat pour n égal à trois. Cette résolution reprend les grandes lignes d'une tentative d'Euler de résolution de cette question. En revanche, le mathématicien utilisait l'anneau des nombres de la forme a + i√3b. Il supposait que l'anneau considéré est euclidien, ce qui n'est pas le cas et invalidait sa démonstration. En effet, le nombre quatre possède deux décompositions en facteurs irréductibles, ce qui est impossible dans un anneau euclidien :
L'anneau des entiers de ℚ(√5) est également Euclidien. Il peut être utilisé pour une preuve du grand théorème de Fermat pour n égal à 5.

### Théorème de la progression arithmétique

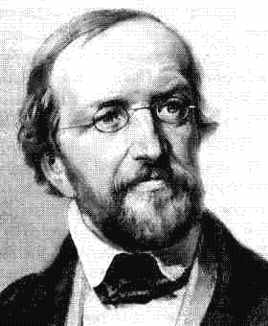
Johann Peter Gustav Lejeune Dirichlet, pour établir le théorème de la progression arithmétique, utilise de nouvelles techniques, fondatrice de la théorie analytique des nombres.

Une équation diophantienne pose une question dont la réponse est déjà conjecturée par Gauss et Legendre. Si a et b sont deux entiers premiers entre eux, elle prend une des deux formes suivantes, toutes deux équivalentes :
{\displaystyle x=ay+b\quad {\text{ou}}\quad x\equiv b\mod a.}
Les solutions recherchées sont celles où x est un nombre premier. La conjecture affirme qu'il existe une infinité de valeurs de x satisfaisant l'équation.
Dirichlet parvient à démontrer ce résultat en 1837. La démonstration utilise l'arithmétique modulaire à travers l'étude des morphismes du groupe multiplicatif de ℤ/aℤ dans ℂ. Il généralise l'analyse harmonique sur un groupe abélien fini entamée par Gauss avec les sommes et périodes de Gauss qui ne traitaient que le cas où a est un nombre premier. Dirichlet s'inspire des découvertes de Joseph Fourier (1768 - 1830) sur ses séries. Charles Gustave Jacob Jacobi (1804 - 1851)  dit de lui : « En appliquant les séries de Fourier à la théorie des nombres, Dirichlet a récemment trouvé des résultats atteignant les sommets de la perspicacité humaine ».
Sa démonstration est remarquable au sens où elle ne se limite pas au simple usage de techniques algébriques. Il reprend les travaux d'Euler sur un produit infini, trouvé à la suite de l'étude du problème de Mengoli et qui établit le résultat suivant, si P désigne l'ensemble des nombres premiers :
{\displaystyle \prod _{p\ \in P}{\frac {1}{1-p^{-2}}}\ =\ \sum _{n=1}^{+\infty }{\frac {1}{n^{2}}}={\frac {\pi ^{2}}{6}}.}
La démonstration ouvre la porte à une nouvelle arithmétique, faisant aussi usage de l'analyse et maintenant appelée théorie analytique des nombres.

## Théorie algébrique des nombres
Quatorze ans plus tard, le succès de Dirichlet est suivi par une tentative réussie de Gabriel Lamé (1795 - 1870) pour résoudre le cas n égal à 7 du dernier théorème de Fermat. Une fois encore les techniques modulaire sont à l'œuvre, la structure clé est encore un anneau euclidien. Mais la complexité de la preuve montre que la démarche n'est pas généralisable.
Ainsi, l'arithmétique modulaire permet de véritables avancées, mais la résolution générale de famille d'équations reste très généralement hors de portée. Cette remarque est valable pour le dernier théorème de Fermat ainsi que pour les équations quadratiques. En effet, s'il est possible de trouver une infinité de solution à l'équation (3), personne ne sait démontrer si l'ensemble des solutions est exhaustif ou non. Enfin l'équation (1) reste inabordable dans le cas général. Une famille d'anneaux représentent des bons candidats pour aller plus loin ; ils sont constitués d'entiers algébriques.

### Entier algébrique

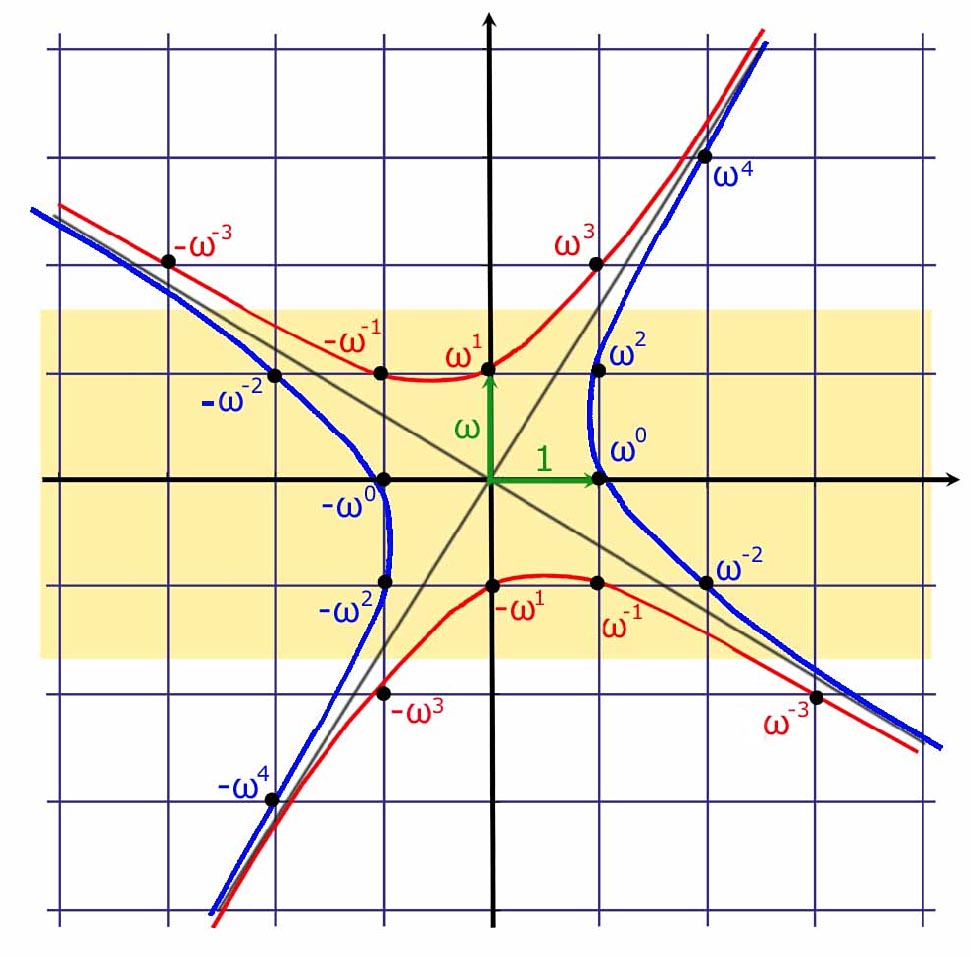
Cette figure illustre le groupe des unités de l'anneau des entiers de ℚ(√5). Ici ω désigne l'élément (1 +)/2.

Plusieurs exemples d'anneaux d'entiers algébriques ont déjà été observés dans cet article : les entiers de Gauss, d'Eisenstein ou celui des entiers de ℚ(√5). Une démarche plus générale consiste à étudier un corps quadratique, c'est-à-dire le plus petit sous-corps du corps ℂ des nombres complexes contenant les racines d'un polynôme de degré 2. Un entier quadratique est un élément de ce corps qui est racine d'un polynôme unitaire (le monôme de degré 2 a pour coefficient 1) et à coefficients dans ℤ. Les entiers quadratiques forment un anneau inclus dans le corps quadratique.
À certains égards, les exemples utilisés sont exceptionnels. Dans le cas général, deux obstructions demandent d'aménager les résultats de l'arithmétique modulaire pour permettre de résoudre des équations diophantiennes. Une fois la structure de ces obstructions comprises, les équations de type (1) et (3) peuvent être traitées.
La première est mise à jour par Dirichlet. Pour les entiers quadratiques, elle ne concerne que les cas où les éléments sont tous inclus dans l'ensemble des nombres réels, on parle de corps quadratique totalement réel. Le groupe des unités, est l'ensemble des éléments inversibles de l'anneau. Il devient infini sur un corps quadratique totalement réel. L'équation (3) revient à trouver tous les éléments du groupe des unités de l'anneau. Le théorème des unités de Dirichlet donne la structure d'un tel groupe, sans se limiter aux extensions associées aux polynômes de degré 2. Dans le cas d'un corps quadratique totalement réel, il est isomorphe au groupe additif ℤ/2ℤ × ℤ. Graphiquement, l'illustration de gauche montre que les éléments se situent sur quatre branches d'hyperboles. Toute solution de l'équation de Pell-Fermat correspond à un couple de racines inverse l'une de l'autre. Les fractions continuées permettent de déterminer une racine primitive du groupe des unités, c'est-à-dire que cette racine génère toutes les autres. La compréhension de la structure de cette obstruction montre que la méthode de Lagrange permet effectivement de trouver toutes les solutions de l'équation (3) et clôt la question.
La deuxième obstruction concerne la décomposition en facteurs premiers d'un entier algébrique. Elle est unique dans le cas des anneaux euclidiens, principaux ou factoriels. Cette propriété, exprimée par le théorème fondamental de l'arithmétique, est l'un des fondements de l'arithmétique élémentaire ou modulaire. Elle n'est plus vérifiée dans le cas d'un anneau d'entiers algébriques. Ernst Kummer interprète cette réalité comme un défaut de nombres premiers, c'est parce qu'il en manque que l'unicité de la décomposition disparaît. Il a l'idée d'enrichir l'anneau de nombres idéaux pour remplacer les nombres premiers manquants. Richard Dedekind donne à cette théorie son formalisme moderne. Il met en évidence en 1876 que les nombres idéaux de Kummer se formalisent simplement à l'aide du concept d'idéal, un sous-groupe de l'anneau stable par multiplication par un élément quelconque. Il reprend à cette occasion le vocabulaire de Kummer, tout en modifiant le formalisme. Les nombres premiers idéaux correspondent en fait à des idéaux premiers non principaux. Grâce à la notion d'idéal fractionnaire, il trouve un équivalent du théorème fondamental : tout idéal se décompose de manière unique en un produit d'idéaux premiers. Il reste alors à déterminer la structure des idéaux premiers principaux et non principaux. Considérant le monoïde commutatif quotient des idéaux par les idéaux principaux, il démontre le théorème clé, à savoir que ce quotient est un groupe fini, appelé groupe des classes d'idéaux. Dans les cas simples, comme celui des anneaux d'entiers quadratiques, ce résultat permet de déterminer les idéaux premiers non principaux et par la même occasion de résoudre l'équation (3) dans le cas général.

### Corps cyclotomique

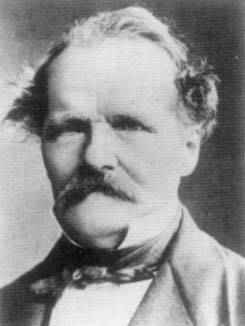
Ernst Kummer (1810 - 1893) démontre en 1847 le dernier théorème de Fermat pour tout nombre premier régulier.

Si le formalisme moderne venant à bout de la deuxième obstruction est l'œuvre de Dedekind et date de la fin du XIXe siècle, une partie non négligeable du travail mathématique provient des travaux de Kummer du milieu du siècle. Sa préoccupation est la généralisation de la loi de réciprocité quadratique ainsi que le dernier théorème de Fermat.
La démonstration du cas n = 7 de Lamé se fonde encore sur l'anneau des entiers algébriques d'un corps quadratique. L'impossibilité de réponse générale fondée sur l'étude des entiers quadratiques poussent Lamé et Kummer à étudier d'autres corps de nombres, c'est-à-dire que plus petit sous-corps de ℂ contenant toutes les racines d'un polynôme. Ils choisissent tous deux les polynômes cyclotomiques, c'est-à-dire les polynômes unitaires de degré minimal ayant pour racine une racine de l'unité. Le corps de nombre associé est appelé « corps cyclotomique ». De tels corps possèdent de multiples « bonnes propriétés ». Le polynôme cyclotomique est à coefficients dans ℤ ainsi une racine de l'unité est toujours un entier algébrique. Un corps cyclotomique reste plus longtemps principal et, si tel est le cas, l'anneau des entiers vérifie le théorème fondamental de l'arithmétique. Ainsi, les anneaux d'entiers algébriques des corps cyclotomiques d'indice 5, 7, 11, 13, 17 et 19 sont principaux. Cette observation pousse Lamé à présenter une solution qu'il croit générale au grand théorème de Fermat en 1847. Kummer est plus prudent ; il a déjà démontré trois ans plus tôt que pour l'indice 23, l'anneau n'est pas principal.
Le formalisme utilisé dans cet article est celui en vigueur actuellement et diffère de celui de Kummer, cependant le contenu mathématique est le même. La difficulté à résoudre est de comprendre comment s'agencent les idéaux premiers non principaux. Ce problème, bien que résolu plus tôt, est finalement plus complexe que celui des anneaux d'entiers quadratiques. Le polynôme à l'origine du corps de nombres est de degré quelconque et non plus égal à 2. La théorie de Galois est d'une grande aide. Dans le cas d'un corps cyclotomique K, l'extension est dite galoisienne, c'est-à-dire qu'il existe autant d'automorphismes de K que l'ensemble possède de dimensions s'il est considéré comme un ℚ-espace vectoriel. Ces automorphismes forment un groupe fini G, appelé groupe de Galois. L'image d'un idéal premier par un automorphisme est aussi un idéal premier. Cette remarque permet de comprendre la structure des idéaux premier à l'aide de la ramification. Tout idéal premier contient un unique nombre premier p. La technique consiste alors à décomposer l'idéal principal pK en idéaux premiers. Le groupe G agit transitivement sur les idéaux premiers décomposant pK, ce qui permet de déterminer la décomposition des idéaux premiers dans les extensions galoisiennes.
De plus, K est une extension abélienne et même cyclique, c'est-à-dire que le groupe de Galois est cyclique. Une conséquence est que le groupe des classes est aussi cyclique. Le groupe des classes devient relativement aisé à déterminer et, si p est un nombre premier régulier, alors il ne divise pas l'ordre du groupe des classes. Cette propriété permet d'obtenir une démonstration relativement aisée de ce cas particulier du dernier théorème de Fermat. Les seules exceptions plus petites que 100 sont 37, 59 et 67.

## Géométrie algébrique
La démarche fondée sur l'analyse fine d'un corps de nombres possède des limites. Pour une équation polynomiale diophantienne non homogène, c'est-à-dire si le degré des différents monômes n'est pas le même, les outils imposent des acrobaties limitant largement la portée de la méthode. Même dans les cas les plus simples, comme celui de l'extension cyclotomique, la structure des idéaux premiers est parfois complexe, tel est le cas pour les idéaux associées à des nombres premiers non réguliers.
En revanche, les outils développés dans ce contexte, se généralisent à d'autres branches des mathématiques. La théorie des anneaux, et particulièrement des anneaux de Dedekind avec ses idéaux premiers ou fractionnaires s'appliquent aussi à la géométrie algébrique. Une variété algébrique se définit comme l'ensemble des racines communes d'un idéal de polynômes. La théorie de Galois est aussi opérationnelle dans ce domaine. Enfin d'autres outils sont disponibles, un polynôme se dérive alors qu'un entier non, une surface possède de nombreuses propriétés topologiques comme le genre, source de théorèmes nouveaux.
Une équation polynomiale diophantienne s'interprète aussi comme l'intersection d'une variété algébrique et d'un réseau égal à ℤn. Cette approche permet des méthodes de résolutions simples d'équations diophantiennes comme la recherche de triplets pythagoriciens. Ces différentes raisons poussent les mathématiciens du XXe siècle à étudier les équations diophantiennes avec cet axe.

### Dixième problème de Hilbert
Ces problèmes traditionnels sont posés et souvent non résolus durant des siècles. Les mathématiciens d'ailleurs en viennent graduellement à les comprendre dans leur profondeur (dans certains cas), plutôt qu'à les traiter comme des puzzles. En 1900, Hilbert proposa la résolubilité de tous les problèmes diophantiens comme le dixième de ses célèbres problèmes. En 1970, un nouveau résultat en logique mathématique connu sous le nom de Théorème de Matiiassevitch le résolut négativement : en général les problèmes diophantiens ne sont pas solubles, au sens où l'on peut construire explicitement de tels problèmes pour lesquels l'existence d'une solution est indécidable (dans le système axiomatique où l'on s'est placé ; on construit un polynôme précis en partant de la liste des axiomes). En conséquence, le point de vue de la géométrie diophantienne, qui est une application des techniques de la géométrie algébrique dans ce domaine, a continué de se développer ; puisque traiter d'équations arbitraires mène à une impasse, l'attention se tourne vers les équations qui ont aussi un sens géométrique.

### Recherche moderne
Une des approches générales est à travers le principe de Hasse. La descente infinie est la méthode traditionnelle, et a été poussée très loin.
La profondeur de l'étude des équations diophantiennes générales est montrée par la caractérisation des ensembles diophantiens comme récursivement énumérables.
Le domaine de l'approximation diophantienne a à voir avec les cas d'inégalités diophantiennes : les variables sont toujours supposées être entières, mais certains coefficients peuvent être des nombres irrationnels, et le signe de l'égalité est remplacé par des bornes supérieures et inférieures.